# Milly Carlucci

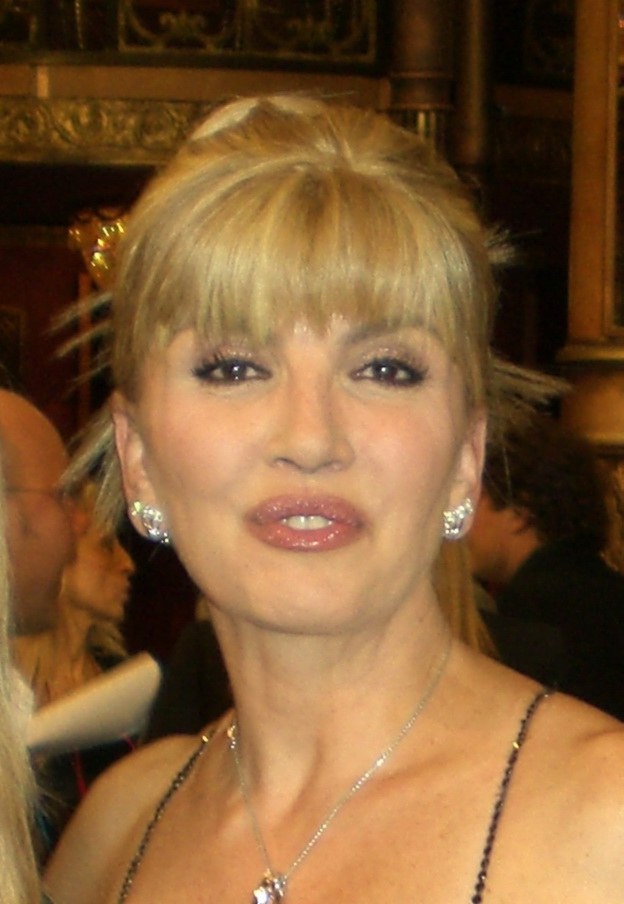
Milly Carlucci (2007)

Camilla „Milly“ Patrizia Carlucci (* 1. Oktober 1954 in Sulmona) ist eine italienische Fernsehmoderatorin sowie ehemalige Sängerin und Schauspielerin.

## Leben
Mit der Wahl zur „Miss Teenager“ feierte Milly Carlucci bereits 1972 ihren ersten Erfolg. Ihre berufliche Laufbahn begann sie in den 1970er Jahren als Programmansagerin beim privaten römischen Lokalsender GBR. Dort wurde sie von Renzo Arbore entdeckt, der sie von 1976 bis 1978 beim italienischen Staatsfernsehen RAI für seine Sendung „L'altra domenica“ engagierte. Danach folgten Moderationen in verschiedenen Unterhaltungssendungen, unter anderem von 1978 bis 1981 vier Ausgaben von „Spiel ohne Grenzen“. 1984 wechselte Milly Carlucci zum Privatkonkurrenten Mediaset, damals noch Fininvest, wo sie weitere Unterhaltungssendungen moderierte.
Parallel zu ihrer Fernsehkarriere wirkte sie als Schauspielerin in einzelnen Filmkomödien mit, unter anderem mit Nebenrollen in Der gezähmte Widerspenstige (1980), „Pappa e ciccia“ (1982), „Domani mi sposo“ (1984) und Das Chaoten-Duo (1987). Im 1987 von der RAI produzierten dreiteiligen Fernsehfilm „Voglia di vincere“ spielte sie neben Gianni Morandi eine der Hauptrollen. Danach spielte sie in Bruno Coltellas Theaterstück „Scylla non deve sapere“. Ebenfalls war sie in ihren frühen Jahren als Sängerin tätig und publizierte zwischen 1980 und 1993 verschiedene Singles, Alben und Compilations.
Ihre eigentliche berufliche Laufbahn setzte sie jedoch als Fernsehmoderatorin bei der RAI fort, wo sie in der Folge zu einer der bekanntesten und erfolgreichsten Moderatorinnen wurde. 1991 feierte Milly Carlucci auf Rai Uno mit „Scommettiamo che… ?“, einer italienischen Abwandlung von „Wetten, dass..?“, ihren ersten großen Publikumserfolg. Insgesamt moderierte sie zusammen mit Fabrizio Frizzi von 1991 bis 1995 sechs Staffeln.
In der Zwischenzeit komoderierte sie im Februar 1992 die von Pippo Baudo geleitete 42. Ausgabe des Sanremo-Festivals. Danach folgten weitere Moderationen von Fernseh-Großanlässen und Galaabenden mit nationaler und teils internationaler Ausstrahlung, unter anderem nach 1986 auch Komoderation der Ausgaben 1992 und 1997 bis 1999 des „Gran Premio internazionale dello Spettacolo“ an dem der Fernsehpreis Telegatto verliehen wird, die Ausgaben 1995 bis 2001 von „Pavarotti & Friends“, am 27. September 1997 die Spezialsendung „Sulla strada (...e sei rimasto qui)“ in Anwesenheit von Papst Johannes Paul II. anlässlich des 23. Nationalen Eucharistischen Kongresses, die Ausgaben 1998 bis 2001 des traditionsreichen Kindermusikfestivals „Zecchino d'Oro“, die Ausgaben 2000 bis 2002 des Galaabends anlässlich der Verleihung des Fernsehpreises „Premio Barocco“, die Ausgaben 2001, 2002, 2006 und 2008 des Galaabends anlässlich der Verleihung des Fernsehpreises „Premio Regia Televisiva“, die Ausgaben 2001 bis 2009 von „Telethon“ sowie als erste Frau die Ausgabe 2009 des Miss-Italien-Wettbewerbs, von dem sie auch artistische Direktorin war.
Bei den regelmäßig ausgestrahlten Unterhaltungssendungen moderierte sie auf Rai Uno nach „Scommettiamo che... ?“ zahlreiche weitere bedeutende Fernsehshows, unter anderem 2006 und 2007 sowie 2015 die drei Staffeln von „Notti sul ghiaccio“ als italienische Version von „Dancing on Ice“ und seit 2005 sämtliche zehn bisher ausgestrahlten Staffeln von „Ballando con le stelle“ als italienische Version von „Strictly Come Dancing“, die sich als großer Publikumserfolg erwies.

## Privates
Milly Carlucci ist verheiratet und Mutter von zwei Kindern. Sie ist die älteste von drei Töchtern eines italienischen Generals. Ihre jüngere Schwester Gabriella ist Fernsehmoderatorin sowie Politikerin, ihre jüngste Schwester Anna ist ebenfalls Fernsehmoderatorin sowie Regisseurin.
Am 26. Mai 2004 wurde Milly Carlucci vom italienischen Staatspräsidenten Carlo Azeglio Ciampi der Verdienstorden der Italienischen Republik verliehen.

## Filmografie (Auswahl)
- 1980: Der gezähmte Widerspenstige (Il bisbetico domano)
- 1985: Die Abenteuer des Herkules 2. Teil (Hercules II)
- 1987: Das Chaoten-Duo (Arrivederci e grazie)